# Salbitz
Salbitz ist ein Ortsteil der Gemeinde Naundorf im Landkreis Nordsachsen in Sachsen.

## Geschichte

### Erste Siedlungen
Um 2000 v. Chr. siedelten sich die ersten Menschen im Raum um Salbitz an. Salbitz wurde 1150 erstmals urkundlich im Urkundenbuch des Hochstiftes Meißen erwähnt. Aus der Zeit der Hermunduren, die etwa 550 n. Chr. von den hereinbrechenden Sorben vertrieben wurden, stammen die um Salbitz und Rochzahn zahlreich gefundenen Urnen und Steinwaffen. Auch in der Mark Gaumnitz, zwischen Salbitz und Casabra gelegen, verbergen sich noch viele dieser Relikte.

### Eroberung der Burg um 1000
Um 928 eroberte König Heinrich nach 20-tägiger Belagerung die Burg Gana und überließ sie den Kriegern zur Plünderung. Er zog anschließend weiter bis an die Elbe und erbaute dort die Burg Meißen. Von Kaiser Otto I., dem Sohn Heinrichs I., wurden viele Burgwarten in der Gegend errichtet, um die Daleminzier, die sich gegen ihre Christianisierung wehrten, zu bändigen, so auch in der Burgwart „Gana“ in Jahna. Sie soll auf dem Kellerberg gestanden haben, am jetzigen Ort des Jahnaer Friedhofs. Der Burgwart an der Jahna wird erstmals im Jahre 1150 urkundlich erwähnt. In diesem Jahr soll der Markgraf Conrad von Meißen Abgaben von Zelewitz, „Burgwart an der Gana“, an eine Kapelle im Burggrafenhof zu Meißen, um damit den gottesdienstlichen Aufwand dieser Kapelle zu bestreiten, erhalten haben. Dieses erwähnte Zelewitz ist das heutige Salbitz. 1428 wurden Salbitz, Rochzahn und Weichteritz erstmals als Drendorffirn (Dreidörfern) erwähnt. Ein Teil des Ortes Salbitz unterstand in dieser Zeit dem Rittergut Zöschau, der andere dem Erbamt Meißen, entrichtete aber ab 1594 dem Amt Oschatz Dienste und Hufengelder.
Wolf von Schleinitz stellte im Jahre 1512 sein Erbregister auf. Als Lehn- und Gerichtsherr der Bauern erlegte er ihnen Pflichten und Fronen auf, wie kostenlose Fuhren oder Hilfe bei der Heuernte und Ernte des Gutes. Nach ihm regierten im Gebiet um Salbitz Georg von Schleinitz zu Stauchitz sowie Hansen von Schleinitz auf Hof. Beide hatten unterschiedliche Auffassungen über die Dorfrechte und die Dorfgestaltung. Alle Untertanen unterlagen zu dieser Zeit dem drückenden Gefühl der Abhängigkeit von ihrem Herren. Geldzahlungen, Frondienste und Abgaben von Naturalien hatten alle Dorfgenossen zu leisten, vorwiegend abhängig von deren Besitz.

### 15. Jahrhundert
Um 1461 gehörte Salbitz zu Stauchitz, Rochzahn zu Oschatz und Weichteritz zu Mügeln. 1547 /1764 war Salbitz eine selbständige Gemeinde. 1555/1930 wurde Salbitz nach Jahna eingepfarrt. 1766 brannte das Conradsche Gut ab, 1772 folgte ein Hungerjahr. Es sollen im besagten Hungerjahr viele Leute aus dem Gebirge in die Gegend um Salbitz gekommen sein, an manchen Tagen wohl gar zwischen 300 und 400 Menschen, nur um einen Happen Brot zu erbetteln. Nicht selten kam es vor, das Bettler hier vor Entkräftung starben.

### 19. Jahrhundert
Am 9. Januar 1809 wurden Johann Andreas und Johanne Rosine Conrad ermordet. Wie auf der sogenannten „Mord Säule“ auf dem Friedhof Jahna zu lesen ist, wurden Johann Andreas, geboren am 20. November 1743, und seine Gattin Johanne Rosine Conrad, geboren am 17. März 1754, in der Nacht vom 8. zum 9. Januar 1809 in ihren Betten mit einer Axt erschlagen. Am 12. Januar 1809 trug man die beiden zu Grabe.
Am 3. Mai 1809 brannten die Güter der Familien Conrad, Hanns und Thomas ab.
1837 wurde in Weichteritz die Dorfschule gebaut, die 1881 erweitert wurde, die bis vor ein paar Jahren als Wohnhaus genutzt wurde. Zwischen 1912 und 1914 wurde Salbitz an das Elektrizitätsnetz angeschlossen. In den beiden Weltkriegen (1914–1918 und 1939–1945) ließen mehrere Bürger ihr Leben oder wurden vermisst. Zum Gedenken an die, die im Ersten Weltkrieg ihr Leben lassen mussten, setzten die Salbitzer ein Denkmal und meißelten ihre Namen in den Stein. Noch heute steht das Denkmal an der Kreuzung Oschatzer Straße / B169 und wird liebevoll gepflegt.

### Nach 1945
Nach dem Zweiten Weltkrieg war der Anfang für alle besonders schwer. Auch in Salbitz siedelten sich Vertriebene aus Schlesien an. Ab 1945 wurde der Großgrundbesitz durch die Bodenreform aufgeteilt. Bereits im darauffolgenden Jahr wurde das Bodenreformland bebaut. In den Jahren 1949/50 liefen Vorbereitungen den Salbitz nach Hof einzugemeinden. Die Eingemeindung erfolgte mit Wirkung vom 1. Juli 1950. Bis dahin war Salbitz (mit Rochzahn und Weichteritz) eine selbstständige Gemeinde. In den folgenden Jahren wurde die LPG „Ernst Thälmann“ gegründet. Viele Bauern standen dieser anfangs noch sehr skeptisch gegenüber. 1970 kam dann der Übergang von Typ I (Viehbewirtschaftung im eigenen Stall und Feldbewirtschaftung mit mehreren Bauern zusammen) zu Typ III (Vieh- und Feldbewirtschaftung gemeinsam mit anderen Bauern). Jetzt waren die meisten Familien stark in die Arbeit in der Landwirtschaft eingebunden und ihre Kinder mussten versorgt werden. So bekam Salbitz 1952 einen Kindergarten, der damals im jetzigen Jugendheim errichtet wurde. Damals gab es noch kein Mittagessen, deshalb holten die Frauen ihre Kleinen mittags nach Hause und brachten sie dann wieder. 1965 begann man die „Villa Groß-Seifert“ (Wohnhaus des Gutes vom „großen Seifert“) auszubauen, um dort den neuen, moderneren Kindergarten unterzubringen. Jetzt gab es auch für die ganz Kleinen eine Kinderkrippe. 1980 wurden in der Kindertagesstätte bauliche Maßnahmen notwendig, die von der GPG „Sonnenschein“ tatkräftig unterstützt wurden. Seit der Wende ist die Gemeinde Hof / Naundorf für die Einrichtung zuständig. So wurde 1992/93 der Kindergarten und -krippe nochmals um- und ausgebaut. Bis heute gibt es immer wieder Baumaßnahmen in und an der Einrichtung, sodass die Kindertagesstätte „Pusteblume“ zu einer modernen, integrativen Einrichtung geworden ist. Insgesamt können 58 Kinder hier betreut werden, davon bei Reduzierung der Kapazität, ist die Aufnahme von bis zu 3 Integrativkindern möglich.
Indem sich 1975 die GPG Staucha - Hof zur GPG „Sonnenschein“ zusammenschloss, bildete sie ein Gemüseproduktionszentrum von 290 ha, das sich im Laufe der Zeit auf 400 ha ausdehnte. Doch es gab nicht nur die GPG „Sonnenschein“ Staucha - Hof als Arbeitgeber in dieser Gegend, sondern auch die LPG Tierproduktion Hof mit Stallanlagen in Salbitz und einem Stützpunkt der Pflanzenproduktion in Salbitz. Viele Frauen und Männer fanden hier Arbeit. In Salbitz gab es Gasthäuser, einen Bäcker, einen Schmied… Mit der Errichtung einer Verkaufsstelle in Salbitz, die 1965 erweitert wurde, verbesserte sich der Lebensstandard im Ort. Salbitz besaß eine eigene Poststelle in der Friedensstraße, die dann 1985 im ehemaligen Gasthof Däberitz eingerichtet wurde, die, wie der Konsum, nach der Wende geschlossen wurde.

### Nach der Wiedervereinigung
1995 gründete sich der Salbitzer Heimatverein, der seitdem jährlich das Dorffest ausrichtet. Salbitz hat eine Sportgruppe und die Salbitzer Sensen Ladies und Salbitzer Kümmerlinge, die im Sensen erfolgreich sind. Im Mai 2012 war Salbitz Austragungsort der Sensen-Weltmeisterschaft.

## Geographie und Verkehrsanbindung
Salbitz liegt südöstlich des Ortskerns von Naundorf. Durch den Ort fließt der etwa 2,5 km lange Salbitzer Bach, ein linker Nebenfluss der Jahna. Die B 169 verläuft am südlichen Ortsrand, die B 6 weiter entfernt nördlich.

## Söhne und Töchter
- Johann Gottlob Horst (* 1766); mit ihm beginnt die Stammreihe der aus Sachsen stammenden Familie Horst